# Fluxometria urinària

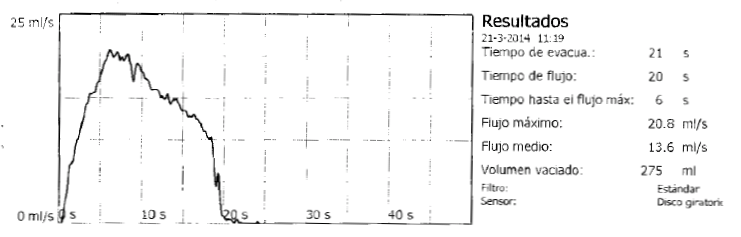
Fluxometria urinària normal

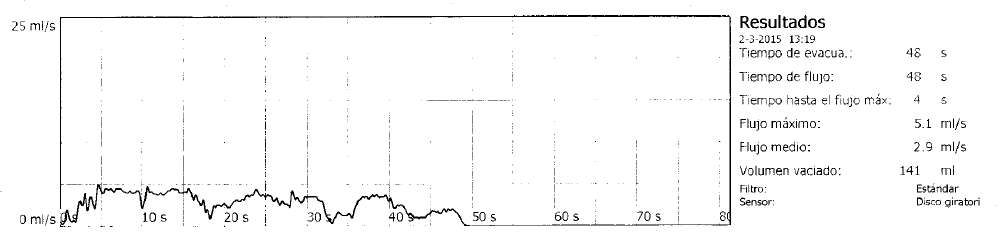
Fluxometria urinària obstructiva

La fluxometria urinària o urofluxometria és un procediment que recull diverses mesures durant la micció: flux màxim (en ml/s d'orina), temps fins al flux màxim (en s), temps de flux (en s), i volum d'orina buidat (en ml) de la bufeta urinària. Es realitza en un urinari o inodor especial (en forma d'embut) que té un dispositiu de mesurament. Recentment s'ha introduït l'ecofluxometria urinària.
Els valors mitjans (ml/s) canvien amb l'edat:
| Edat    | Homes | Dones |
| ------- | ----- | ----- |
| 4 a 7   | 10    | 10    |
| 8 a 13  | 12    | 15    |
| 14 a 45 | 21    | 18    |
| 46 a 65 | 12    | 18    |
| 66 a 80 | 9     | 18    |

Es consideren valors apropiats de flux màxim els superiors a 15 ml/s i valors inferiors a 10ml/s indiquen un major o menor grau d'obstrucció. Es consideren valors de buidat normal entre 20-40s i el volum de buidat hauria de ser >150ml per a considerar la prova adequada.
És el mètode bàsic d'estudi urodinàmic i s'utilitza principalment en els homes per la valoració de l'obstrucció del pas de l'orina degut a la hiperplàsia benigna de pròstata. Si bé els resultats no són específics i poden representar tant una obstrucció urinària com una disfunció del múscul vesical.
El temps i velocitat de buidatge poden estar influenciades per la posició de la micció. En una metanàlisi sobre la influència de la posició de la micció en homes en la urodinàmica, els homes amb engrandiment de la pròstata van mostrar una millora d'1,23 ml/s en la posició asseguda. Els homes joves i sans no van ser influenciats pel canvi de posició de la micció.